# Charles-Isidore Journès
Pour les articles homonymes, voir Journès.
 (mars 2025).
Motif : Où sont les sources secondaires, centrées et indépendantes qui montrent que les critères d'admissibilité sont atteints ? Les sources indiquées semblent être des actes d'état-civil ou des archives familiales privées.
- Archive Wikiwix
- Bing
- Cairn
- DuckDuckGo
- E. Universalis
- Gallica
- Google
- G. Books
- G. News
- G. Scholar
- Persée
- Qwant
- (zh) Baidu
- (ru) Yandex

| 1. | Préciser le motif de la pose du bandeau. | Précisez le motif de la pose du bandeau en utilisant la syntaxe suivante : {{admissibilité à vérifier\|date=mai 2025\|motif=remplacez ce texte par le motif}}                                |
| 2. | Informer les utilisateurs concernés.     | Pensez à avertir le créateur de l'article, par exemple, en insérant le code ci-dessous sur sa page de discussion : {{subst:avertissement admissibilité à vérifier\|Charles-Isidore Journès}} |

 (mars 2025).
Charles-Isidore Journès (1833-1909) est un conducteur du Corps des ponts et chaussées français, qui a participé à la construction des lignes ferroviaires françaises sous le Second Empire et la Troisième République avant de rejoindre l’organisation de l’Exposition universelle de 1889 à Paris. Il termine sa carrière comme ingénieur des chemins de fer de l'État égyptien au Caire à la fin du XIXe siècle.

## Biographie

### Origines et formation
Né le 4 octobre 1833 à Villefranche-de-Rouergue (Aveyron), Isidore Journès grandit dans une famille de sept enfants. Son père Henri Journès est issu d’une lignée d’aubergistes de la ville de Cordes-sur-Ciel (Tarn), il s’installe à Villefranche ou il accède au statut de la classe moyenne en devenant architecte de la ville et lieutenant des sapeurs-pompiers. En 1835 Henri Journès devient également conducteur de travaux des Ponts et Chaussées, il est chargé des études et contrôle des travaux des routes royales qui deviennent impériales dès 1852. Néanmoins, ses multiples activités détruisent sa santé, il décède subitement en 1866 tout juste à la retraite. Un de ses fils, Ernest, fait carrière comme chef de bureau au ministère de la guerre, un autre, Henri, est ingénieur des Ponts et Chaussées à St Girons en Ariège et l’aîné, Isidore, travaille à la construction des lignes ferroviaires.

### Carrière dans les chemins de fer
La carrière d’Isidore Journès débute en 1852 comme opérateur, dessinateur en Aveyron pour la Compagnie du chemin de fer Grand-Central de France, fondée par Charles de Morny, le demi-frère de Napoléon III. Au fil des années, il participe à plusieurs chantiers ferroviaires majeurs en France à la compagnie des chemins de fer de Paris à Orléans qui a pris le relais du Grand-Central, gravissant progressivement les échelons
- 1854-1858 : piqueur puis Conducteur de travaux sur la ligne Capdenac-Rode.
- 1858-1863 : conducteur des Ponts & Chaussées par concours de 1861, nommé aux Études et Constructions pour la ligne Capdenac-Brive.
- 1863-1865 : conducteur aux Études et Constructions pour la ligne Toulouse-Lexos, il est basé à Cordes (Tarn).
- 1865-1869 : conducteur des travaux sur la ligne Tours-Vierzon, basé à Tours puis Selles sur Cher. (Loir-et-Cher).
- 1869-1873 : chef de section aux Études et Constructions pour la ligne Alençon (Normandie) à Condé-sur-Huisne (Orne).
- 1873-1876 : chef de section pour la ligne Clermont-Tulle, basé à Égletons (Corrèze).
- 1876-1882 : chef de section principal pour la Grande Ceinture de Paris (tronçon Saint-Cyr-l'École à Palaiseau), il est basé à Jouy-en-Josas.
- 1882-1885 : chef de section au contrôle des travaux de la gare de Maintenon et de la ligne de Maintenon à Anneau. Sa famille est logée à Viroflay.

Isidore Journès s'inscrit au concours des Ponts et Chaussées pour l'emploi de conducteur de travaux à Rodez le 29 avril 1861, à l'âge de 28 ans. À cette époque, le concours de conducteur est décrit dans le manuel des conducteurs des Ponts et Chaussées de J. Regnault, publié en 1861. Cet ouvrage est utile à l’examen et à l'exercice de la fonction. Le concours annuel comprend quatorze disciplines, allant de l'orthographe et la langue aux mathématiques et au lever de plans, chacune notée sur vingt avec des coefficients. Seuls les candidats obtenant une moyenne supérieure à 13/20 sont admissibles. Isidore Journès est reçu avec la note de 709 points (sur un minimum de 613 points), ce qui lui permet de poursuivre sa carrière dans les chemins de fer en tant que conducteur de l'État, au service du contrôle des travaux des compagnies de chemin de fer.

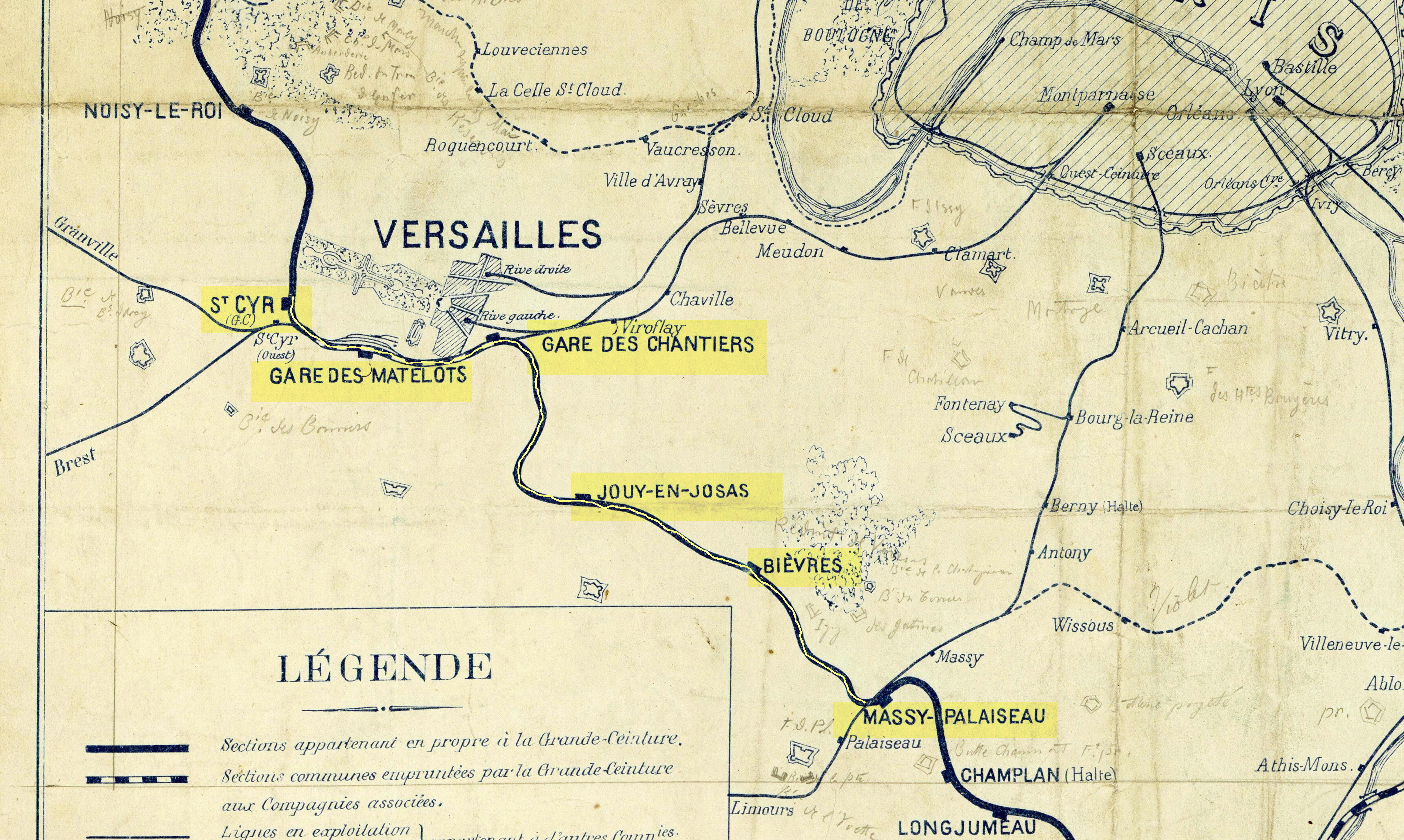
Chemin de fer de Grande Ceinture Saint-Cyr à Palaiseau 1884.

Le rôle du conducteur est de surveiller les travaux des lignes de chemin de fer concédées par l'État à des compagnies privées. Cette surveillance est assurée par un service d'ingénieurs et de conducteurs des Ponts et Chaussées rattaché au ministère des Travaux Publics. C'est le ministre qui décide, sur proposition des ingénieurs en chef, de l'ouverture des postes appelés « cadre auxiliaire » pour le recrutement des conducteurs. Le recrutement est soumis à un examen rigoureux où l'expérience et la personnalité du candidat sont examinées en détail. Durant les travaux, un entretien annuel est réalisé par l'ingénieur supervisant le travail. À la fin des travaux le cadre auxiliaire est supprimé, et le personnel concerné est licencié.

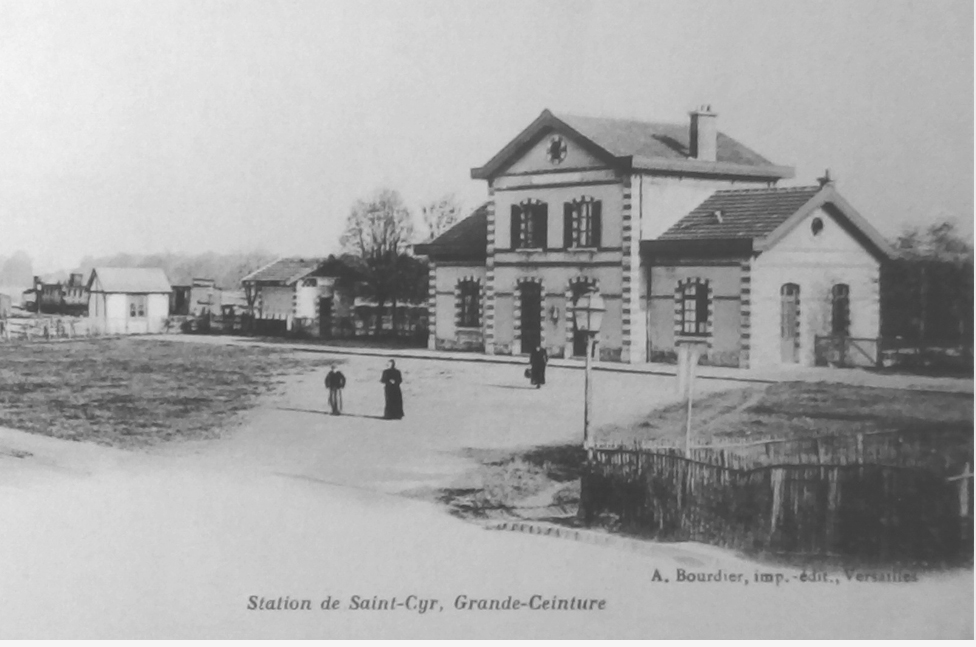
Gare de Saint-Cyr-l'École 1880.

Le conducteur est à la fois un technicien des opérations de conception et un cadre qui commande les équipes sur le terrain. En région cela consiste à obtenir les permissions de voirie, à restituer les terrains non utilisés, à superviser les projets d'un point de vue technique, à effectuer des visites annuelles pour le renouvellement des ponts et des halles métalliques, ainsi qu'à mener des enquêtes sur les accidents dus à des défauts de voies.
Les dossiers de carrière conservés aux Archives Nationales indiquent qu'Isidore Journès a été nommé, de 1882 à 1885, chef de section principal à Palaiseau pour le chemin de fer de Grande Ceinture (ligne de la grande ceinture de Paris).
Le plan de Charles de Freycinet, initié en 1879 par le ministre des Travaux Publics, prévoyait l'achèvement des réseaux de chemins de fer avec un budget de quatre milliards de francs sur dix ans. Un cadre d'emploi auxiliaire fut mis en place pour renforcer le travail des ingénieurs et conducteurs des Ponts et Chaussées, avec le recrutement de chefs de section. Isidore Journès fut l'un d'eux. Cependant, en raison des coûts élevés, l'État délégua aux compagnies ferroviaires la réalisation des infrastructures tout en conservant le contrôle des travaux. Le 25 mars 1885, un décret mit progressivement fin aux cadres auxiliaires. En juillet 1885, le poste d'Isidore Journès fut supprimé à la fin des travaux.

### Exposition universelle de 1889
Dès le mois de mai 1886, une commission d'études lance un concours pour départager les projets concernant l'Exposition du centenaire de la Révolution française. Le projet définitif est choisi, l'emplacement de la future exposition est déterminé, les crédits nécessaires sont alloués, et l'organisation pour préparer et exécuter les travaux est lancée par le décret du 28 Juillet 1886.

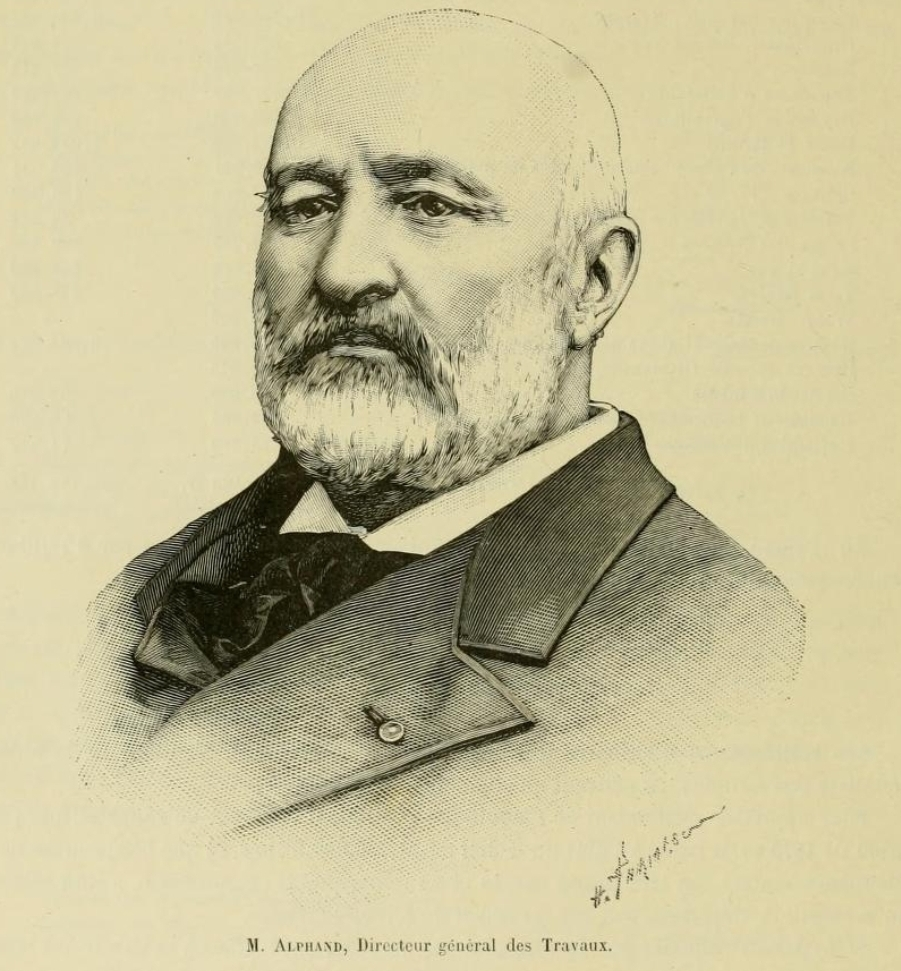
Jean-Charles-Adolphe Alphand

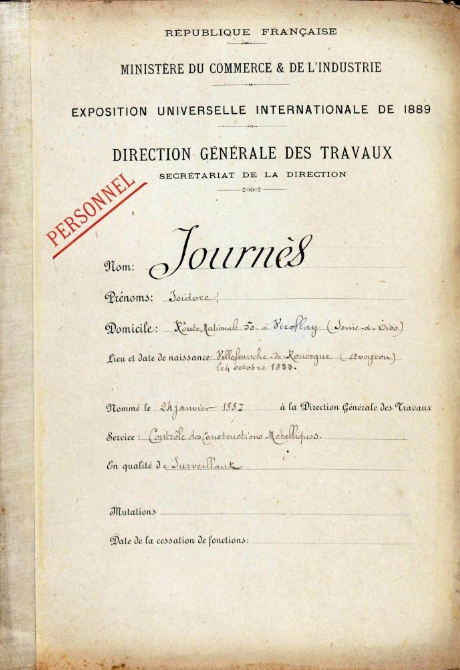
Isidore Journès 1887 membre Exploitation Universelle de 1889.

Le 16 juillet 1886, Isidore Journès écrit à Jean-Charles-Adolphe Alphand. Alphand sera nommé le 28 juillet par un arrêté du ministre du Commerce et de l'Industrie, directeur général des travaux de l'Exposition universelle de 1889. Isidore Journès sollicite un emploi au sein de ses services pour travailler à la construction de l'Exposition, il lui adresse ses certificats de référence dans les chemins de fer. Alphand reçoit plusieurs courriers de recommandation en sa faveur et le 1er février 1887 Isidore Journès est nommé membre attaché à la Direction Générale, au contrôle des constructions métalliques dirigé par l'ingénieur en chef des Ponts et Chaussées, Victor Contamin (en).
Sous les ordres directs de l'ingénieur en chef Jules Charton, Isidore Journès est responsable de l'exécution des voies ferrées du Champ-de-Mars et de la surveillance de la manutention des wagons. Son rôle inclut également la coordination des voies ferroviaires autour du Palais des Machines et du Champ-de-Mars.

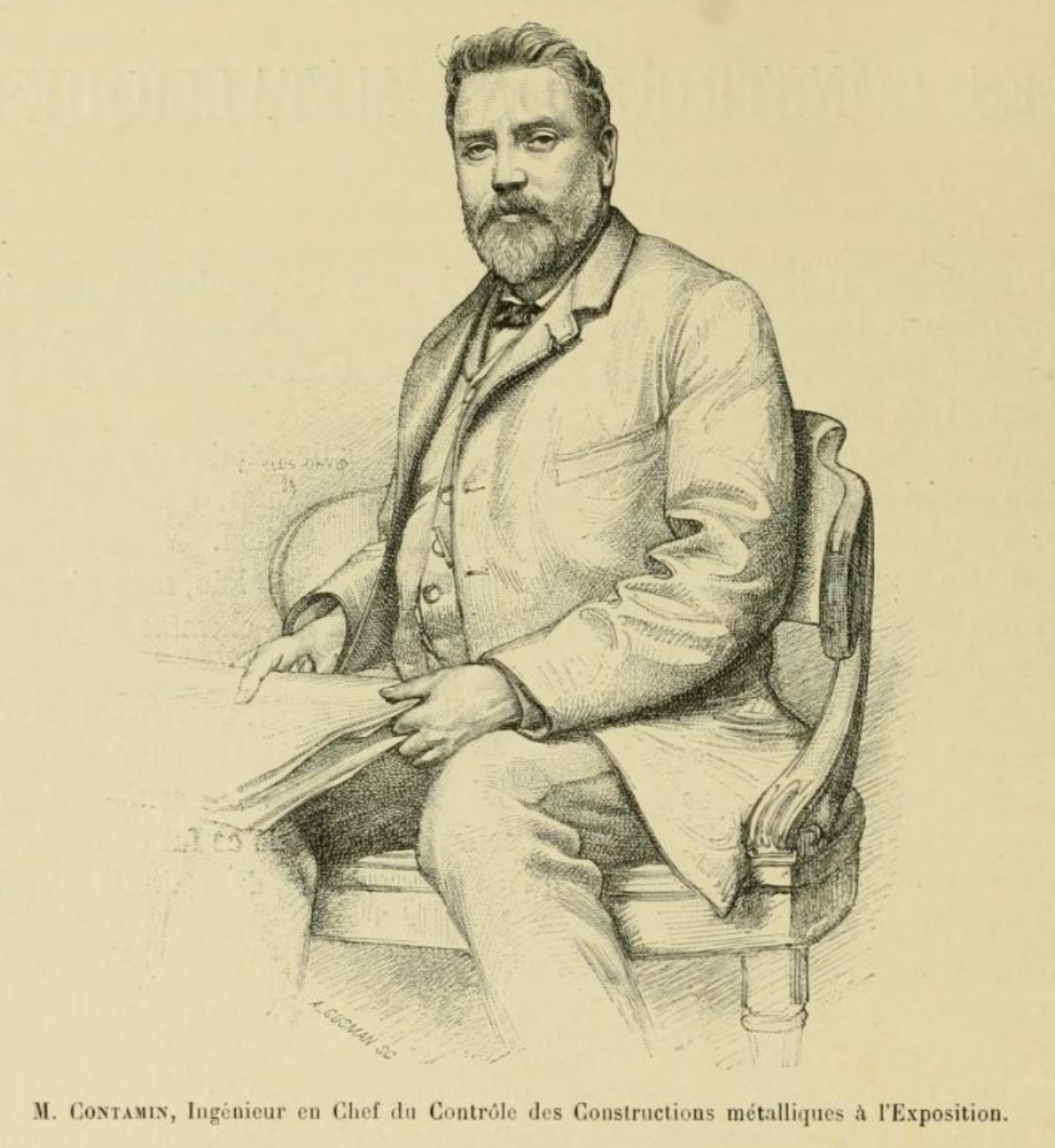
Victor Contamin

Dans la monographie consacrée à l’Exposition de 89 publiée par Alfred Picard en 1892 concernant le chemin de fer de l’Exposition, on peut y lire 
« Les travaux, commencés le 9 août 1887 pour le réseau principal, ont été terminés vers la fin de 1888, époque à laquelle on put seulement achever la pose de toutes les voies du Palais des Machines. Les voies principales sur lesquelles circulaient les machines ont été achevées dès le 15 juillet 1887 et reçues le 20 du même mois par la Compagnie de l'Ouest. Tous ces travaux ont été exécutés avec une grande activité et régularité sous la direction de M. Charton, Ingénieur en chef adjoint du Contrôle des constructions métalliques, ayant pour principal agent M. Journès, ancien Chef de section des Chemins de fer de l'État. »
Le 29 juin 1888, l'ingénieur en chef des Constructions métalliques V Contamin écrit à A. Alphand
« >Monsieur Journès, attaché à mon service, s'acquitte avec un très grand dévouement de ses fonctions qui exigent une compétence spéciale, et grâce à son rôle, à sa présence continuelle sur les chantiers nous n'avons éprouvé jusqu'ici aucune difficulté au sujet des nombreuses manœuvres journalières des wagons »

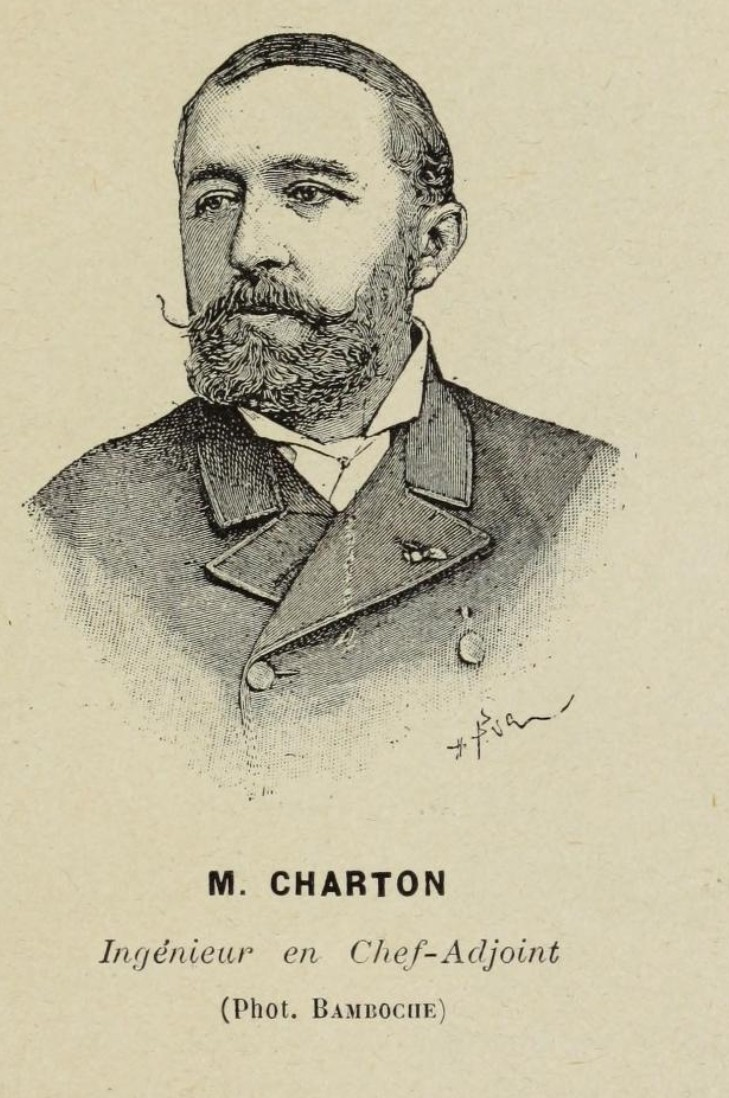
Jules Charton.

Ces témoignages mettent en lumière le rôle joué par Isidore Journès, conducteur des travaux, lors de la phase de mise en place des structures et des constructions telles que le Palais des Machines et la tour Eiffel sur le parc du Champ de Mars. Le 1er janvier 1891, sous la direction de J Charton, Isidore Journès achève les travaux de liquidation de l'Exposition de 1889, marquant ainsi la fin de son mandat.
En 1893 Isidore Journès fait valoir ses droits à la retraite.

### Distinctions et reconnaissance[14]
Les dernières années de sa carrière sont marquées par une série de distinctions honorifiques :
- Diplôme commémoratif signé par Adolphe Alphand et Gustave Berger (directeur), récompensant sa contribution à la réussite de l’Exposition (septembre 1889).
- Officier d’Académie, nommé par le ministre de l’Instruction publique et des Beaux-Arts  (février 1890).
- Officier de l’ordre du Nichan-Iftikhar, sur proposition du ministre des Affaires étrangères (janvier 1890).
- Chevalier de l’ordre impérial du Dragon de l’Annam, sur proposition du ministre du Commerce et de l’Industrie (juillet 1890).

### Vie privée et retraite[15]

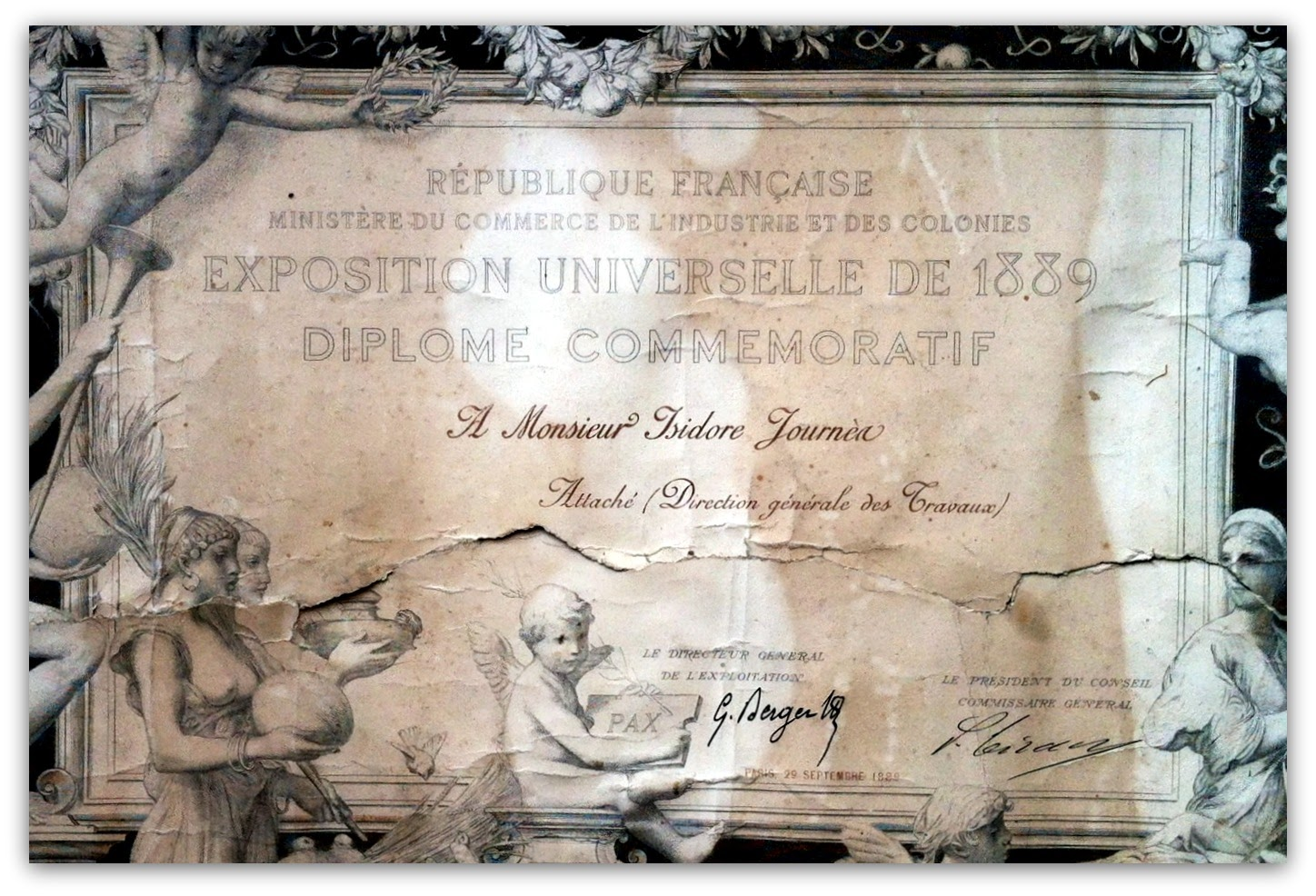
Isidore Journès diplôme commémoratif Exposition Universelle 1889

Isidore Journès est marié à Marie Brû originaire de Cordes et cousine germaine de Léon-Casimir Brû, père de la peintre et écrivaine Lucie Cousturier. Isidore Journès a deux filles, Jeanne et Marthe. Marthe par mariage est la tante de Maurice Chalhoub l'écrivain, homme de théâtre et Jeanne épouse Alfred Laidet ténor léger à l' Opéra-comique et professeur de chant au conservatoire de musique de Versailles de 1889 à 1906.
En 1896, Isidore et Marie rejoignent leur fille Marthe au Caire. Isidore Journès passe ses dernières années en Égypte.
Dans un courrier adressé à son petit-fils Robert Journès le 16 novembre 1921, le Consul de France à l'ambassade du Caire, écrit : « Mme Journès habite toujours le Caire elle est veuve de M. Isidore Journès de son vivant ingénieur aux Chemins de fer de l'État égyptien et précédemment au service des Chemins de Fer de grande ceinture et des Chemins de fer de l'État. Cette famille a toujours été honorablement connue ».
Isidore Journès décède le 20 avril 1909 à l’Hôpital français du Caire.